# Scelolophia laevitaria
Scelolophia laevitaria là một loài bướm đêm trong họ Geometridae.